# Италианска литература
Италианската литература е литература, писана на италиански език, особено в Италия. Може да се отнася и за литературата, написана от италианци или на други езици, говорени в Италия – често езици, които са тясно свързани със съвременния италиански език, включително регионалните разновидности и народните диалекти.
Италианската литература започва през 12 век, когато в различни региони на Апенинския полуостров италианският народен език започва да се използва по литературен начин. Поетическата композиция Ritmo laurenziano (1150 – 1171) е първият запазен документ на италианската литература.
Ранен пример за италианска литература е традицията на народната лирическа поезия, изпълнявана на окситански език, която достига Италия до края на 12 век. През 1230 г. Сицилианската школа става известна с това, че е първият стил в стандартния италиански език. Данте Алигиери, един от най-великите италиански поети, е известен с това, че е автор на „Божествена комедия“ (ок. 1308 – 1320).
Ренесансовият хуманизъм се развива през 14 и началото на 15 век. Италианските хуманисти се стремят да създадат граждани, способни да говорят и пишат с красноречие и яснота. Ранните италиански хуманисти, като лиричния поет Франческо Петрарка и философът неоплатонист Марсилио Фичино, са ерудирани класически учени и големи колекционери на антични ръкописи. Италианският благородник, държавник и меценат Лоренцо де Медичи се счита за знаменосец на влиянието на Флоренция върху Ренесанса в Италианските държави. Италианският ерудит, учен и художник Леонардо да Винчи пише „Трактат за живописта“.
Развитието на драмата през 15 век е много голямо. През 16 век основната характеристика на епохата след края на Ренесанса е, че тя усъвършенства италианския характер на езика. Николо Макиавели и Франческо Гуичардини са главните създатели на историографията. Пиетро Бембо е влиятелна фигура в развитието на италианския език и влияе върху възраждането на интереса към произведенията на Франческо Петрарка през 16 век.
През 1690 г. е основана Академия Аркадия с цел „възстановяване“ на литературата чрез имитиране на простотата на древните пастири със сонети, мадригали, канцонети и бели стихове. През 17 век някои силни и независими италиански свободомислещи, като Бернардино Телезио, Лучилио Ванини, Джордано Бруно и Томазо Кампанела, превръщат философските и езотерични изследвания в нови канали и отварят пътя за научните завоевания на италианския астроном Галилео Галилей, който е забележителен както с научните си открития, така и със своите писания.
През 18 век политическото състояние на Италианските държави започва да се подобрява и философите разпространяват своите писания и идеи в цяла Европа през Епохата на Просвещението. Апостоло Дзено и Пиетро Метастазио са две от забележителните фигури на епохата. Карло Голдони, венециански драматург и либретист, създава Комедия дел арте. Водещата фигура на италианското литературно възраждане от 18 век е Джузепе Парини.
Значими италиански писатели от началото на 20 век са Джовани Пасколи, Итало Звево, Габриеле д'Анунцио, Умберто Саба, Джузепе Унгарети, Еудженио Монтале и Луиджи Пирандело (носител на Нобелова награда за литература за 1934 г.). Неореализмът е разработен от Алберто Моравия. Пиер Паоло Пазолини става известен като един от най-противоречивите автори в историята на Италия. Умберто Еко постига международен успех със средновековната детективска история „Името на розата“ (1980). Нобеловата награда за литература е присъждана на автори на италиански език шест пъти (от 2019 г.) с победители, включително Джозуе Кардучи, Грация Деледа, Луиджи Пирандело, Салваторе Куазимодо, Еудженио Монтале и Дарио Фо.

## Ранносредновековна латинска литература
Докато Западната Римска империя запада, латинската традиция се поддържа жива от писатели като Касиодор, Боеций и Квинт Аврелий Симах. Либералните изкуства процъфтяват в Равена при Теодорих Велики, а готическите крале се обграждат с майстори на реториката и граматиката. Някои мирски училища остават в Италия и сред известните учени са Магн Феликс Енодий, Аратор, Венанций Фортунат, Феликс Граматик, Петър Пизански, Павлин Аквилейски и много други.
Италианците, които се интересуват от богословие, гравитират към Париж. Тези, които остават, обикновено са привлечени от изучаването на римското право. Това допринася за по-късното създаване на средновековните университети в Болоня, Падуа, Виченца, Неапол, Салерно, Модена и Парма. Те спомагат за разпространението на културата и подготвят почвата, в която се развива новата народна литература. Класическите традиции не изчезват и привързаността към паметта на Древен Рим, загрижеността за политиката и предпочитанието към практиката пред теорията се комбинират, за да повлияят на развитието на италианската литература.

## Ранносредновековна литература

### Трубадури
Най-ранната народна литературна традиция в Италия е на окситански език, който се говори в части от Северозападна Италия. Традицията на народната лирическа поезия възниква в Поату в началото на 12 век и се разпространява на юг и изток, като в крайна сметка достига Италия до края на века. Първите трубадури, както се наричат онези окситански лирични поети, които практикуват в Италия, са от другаде, но висшата аристокрация на Северна Италия е готова да ги покровителства. Не след дълго местните италианци възприемат окситанския като средство за поетично изразяване, въпреки че терминът „окситански“ се появява всъщност едва през 1300 г., а „лангдок“ или „провансалски“ са предпочитаните термини.
Сред ранните покровители на чуждестранните трубадури са особено родовете Есте, Да Романо, Савоя и Маласпина. Ацо VI д’Есте, маркиз на Есте и господар на Ферара, е забавляван от трубадурите Аймерик дьо Беланоа (док. 1215 – 1242), Аймерик дьо Пегиян (ок. 1170 – ок. 1230), Алберте дьо Систерон (1194 – 1221), Пейре Раймон Тулузки от Окситания (док. 1180 – 1220) и Рамбертино Бувалели от Болоня (1170 или 1180 – 1221) – един от най-ранните италиански трубадури. Влиянието на тези поети върху местните италианци привлича вниманието на Аймерик дьо Пегиян през 1220 г. След това в двора на Маласпина той пише стихотворение, атакуващо петима окситански поети в двора на маркграфа на Салуцо Манфред III: Пейре Гийем дьо Лузерна (док. 13-14 век), Персевал Дория (ок. 1195 – 1264), Николето да Торино (док. 13 век), Шантарел и Труфарел. Аймерик очевидно се страхува от възхода на местните конкуренти.
Маркграфовете на Монферат Бонифаций I, Вилхелм VI и Бонифаций II са покровители на окситанската поезия. Пейре дьо ла Мула (док. ок. 1200) остава в двора на Монферат около 1200 г., а Рамбо дьо Вакейрас (* 1155/1180 или 1165 – ок. 1207) прекарва по-голямата част от кариерата си като придворен поет и близък приятел на Бонифаций I. Рамбо, заедно с няколко други трубадури, включително Елиас Кайрел, следва Бонифаций по време на Четвъртия кръстоносен поход и установява макар и накратко, итало-окситанската литература в Солун.
Дъщерята на Ацо VI, Беатриче, е обект на куртоазната любов на ранните поети. Синът на Ацо, Ацо VII д’Есте, е домакин на Елиас Кайрел (док. 1204 – 1222) и Арно Каталан (док. 1219 – 1253). Рамбертино е обявен за подест на Генуа между 1218 г. и вероятно по време на тригодишния си мандат там въвежда окситанската лирическа поезия в града, която по-късно развива процъфтяваща окситанска литературна култура.
Сред генуезките трубадури са Ланфранк Чигала (док. 1235 – 1257), съдия, Калега Панцан (1229/1230 – сл. 1313), търговец, Жакме Грил (док. 1244–1262), съдия, и Бонифачи Калво (док. 1253 – 1266), рицар. Генуа е и мястото на раждането на феномена подест-трубадур: мъже, които служат в няколко града като подести от името на гвелфската или гибелинската партия и които пишат политическа поезия на окситански. Рамбертино Бувалели е първият подест-трубадур, а в Генуа това са гвелфите Лука Грималди (док. 1240 – 1275) и Лукето Гатилузио (док. 1248 – 1307), и гибелините Персевал Дория (ок. 1195 – 1264) и Симоне Дория (док. 1250 – 1293).
Окситанската традиция в Италия надхвърля Генуа и дори Ломбардия. Бертоломе Дзордзи (док. 1266 – 1273) е от Венеция. Джирардо Кавалаци (док. 1225 – 1247) е гибелин от Новара. Николето да Торино (док. 13 век) вероятно е от Торино. Във Ферара Дуеченто (13 век) е представено от Ферари Трони (док. 13-14 век). Тераманино да Пиза (? – сл. 1250) от Пиза пише Doctrina de cort като ръководство за куртоазната любов. Той е една от фигурите от края на 13 век, които пишат както на окситански, така и на италиански. Друг такъв е Паоло Ланфранки да Пистоя (док. 1282 – 1295) от Пистоя. И двамата пишат сонети, но докато Тераманино е критик на Тосканската школа, Паоло е сочен като неин член. От друга страна той има много общо със Сицилианската школа и с Долче стил нуово.
Може би най-важният аспект на феномена на италианския трубадур е създаването на шансониери (ръкописи с текстове, стихове и песни), види (кратки биографии в проза) и разо (къса окситанската проза, действаща като предговор и обяснение за трубадурската композиция). Юк дьо Сен Сер (док. 1217 – 1253), който е свързан със семействата Да Романо и Маласпина, прекарва последните четиридесет години от живота си в Италия. Той е автор на целия корпус от разо и на голяма част от видите. Най-известният и влиятелен италиански трубадур, Сордело (1210-те – 1269) обаче е от малкото градче Гойто близо до Мантуа.
Трубадурите имат връзка с възхода на поетичната школа в Кралство Сицилия. През 1220 г. Об дьо Бигули (док. до 1220) присъства като зингер на коронацията на император Фридрих II, вече крал на Сицилия. Гийом Ожие Новела (? – 13 век) преди 1230 г. и Гийом Фигейра (док. 1229 – 1244) след това са двама важни окситански поети в неговия двор. И двамата бягат от Албигойския кръстоносен поход, подобно на Аймерик дьо Пегиян. Кръстоносният поход опустошава Лангедок и принуждава много трубадури от областта, чиято поезия не винаги е благосклонна към църковната йерархия, да се спасяват в Италия. В Италия се поставя началото на италианската традиция на папската критика, която процъфтява, защитена от императора и от фракцията на гибелините.

### Рицарски роман
Historia de excidio Trojae, приписвана на Дарет Фригийски, твърди, че е разказ на очевидец за Троянската война. Дава вдъхновение на писатели в други страни. Гуидо деле Колоне от Месина (ок. 1210 – ок. 1287) – един от поетите на народния език от Сицилианската школа, пише Historia destructionis Troiae („История на разрушението на Троя“). В поезията си той е имитатор на провансалците, но в тази книга той превръща френския романс на Беноа в нещо, което звучи като сериозна история на латински.
Почти същото се случва и с други велики легенди. Куиликино да Сполето (док. 1236) пише дистихове за легендата за Александър III Македонски. Европа е изпълнена с легендата за крал Артур, но италианците се задоволяват с превода и съкращенията на френските романси. Яков Ворагински (ок. 1228 – 1298), докато съставя своята „Златна легенда“ (1260), остава историк. Интелектуалният живот на Италия се проявява в съвсем специална, положителна, почти научна форма в изучаването на римското право. Фарфа, Марсикано и други учени превеждат Аристотел, предписанията на Школата в Салерно и пътешествията на Марко Поло, свързвайки Класиката и Ренесанса.
В същото време епическата поезия е написана на смесен език – диалект на италиански, базиран на френски: хибридните думи показват обработка на звуците според правилата на двата езика, имат френски корени с италиански окончания и се произнасят според италианския или според латински правила. Накратко, езикът на епическата поезия принадлежи и на двата езика. Примерите включват chansons de geste (от старофр. „песен за подвизи“ – вид епична поема), Macaire („Макер“) и Entrée d'Espagne („Влизане в Испания“ – песен за подвизи), написана от Анонимен падуанец, и неговото продължение от 1343 г. Prize de Pampelune („Превземането на Памплона“), дело на Николò да Верона (док. ср. 14 век), и други. Всичко това предшества появата на една чисто италианска литература.

## Поява на родна народна литература
Френският и окситанският език постепенно отстъпват място на местния италиански. Хибридизмът се повтаря, но вече не преобладава. В Bovo d'Antona и Rainaldo e Lesengrino венецианският се усеща ясно, въпреки че езикът е повлиян от френските форми. Тези писания, които италианският лингвист от 19 век Грациядио Исая Асколи нарича „смесени“, непосредствено предхождат появата на чисто италиански произведения.
Има доказателства, че определен вид литература вече е съществувал преди 13 век. Става въпрос за следните поетически текстове (първите пет – от анонимен автор):  
- Ritmo cassinese – алегория от Монтекасино
- Ritmo di Sant'Alessio – животоописание на Св. Алексий Римски/Едески
- Ritmo lucchese – написана на тосканско койне за битката между луканци и пизанци от през 1213 г. в Маса Карара
- Ritmo laurenziano (познато и като Salv'a lo vescovo senato) – написано на последната страница на кодекс в Библиотека Лауренциана във Флоренция)
- Ritmo bellunese – разказва за събитията в Комуна Белуно от периода 1193 – 1196 г.
- Laudes creaturarum („Песен за създанията“) – библейска песен на Св. Франциск от Асизи от ок. 1224 г.

Тези творби са класифицирани са класифицирани от съвременния италиански филолог и семиотик Чезаре Сегре и др. като „архаични произведения“: „като такива са обозначени първите литературни произведения на италиански народен език,  а датите им варират от последните десетилетия на 12 век до първите десетилетия на 13 век“. Въпреки това, както посочва той, такава ранна литература все още не представя никакви унифицирани стилистични или езикови черти. Все пак това ранно развитие е едновременно на целия полуостров, варирайки само в предмета на изкуството. На север стиховете на Джакомино да Верона (1255/60 – ?) и Бонвезин да ла Рива (ок. 1240 – ок. 1313) са особено религиозни и са предназначени да бъдат рецитирани на хората. Те са написани на ломбардски и на венециански диалект. Те могат да се считат за принадлежащи към народния вид поезия. Този вид композиция е възможно да е бил насърчаван от стария обичай в Северна Италия да се слушат песните на жонгльорите по площадите и по пътищата. Тълпите са запленени от историите за романси, от порочността на Макер и от бедите на Бланшфльор, ужасите на Babilonia Infernale („Адския Вавилон“) и блаженството на Gerusalemme celeste („Небесния Йерусалим“), а певците на религиозна поезия се съревновават с тези на chansons de geste („песните за подвизи“).

### Сицилианска школа
1230 г. бележи началото на Сицилианската школа и на литература с по-сходни черти. Значимостта на школата се крие повече в езика (в създаването на първия стандартен италиански език), отколкото в тематиката ѝ – любовна песен, частично моделирана според провансалската поезия, внесена на юг от норманите и швабите при Фридрих II. Тази поезия се различава от френския еквивалент в отношението си към жената, което е по-малко еротично и е по-платонично – насока, доразвита от Долче стил нуово в Болоня и Флоренция от по-късния 13 век. Обичайният репертоар от рицарски термини е адаптиран към италианската фонотактика, създавайки нов италиански речник. Френските суфикси -ière и -ce пораждат стотици нови италиански думи на -iera и -za (например riv-iera и costan-za). Те са възприети от Данте и неговите съвременници и предадени на бъдещите поколения италиански писатели.
Към Сицилианската школа принадлежат Енцио, крал на Сардиния (ок. 1218 – 1272), Пиетро дела Виня (ок. 1190 – 1249), Ингилфред от Лука (13 век), Гуидо деле Колоне (ок. 1210 – ок. 1287), Одо деле Колоне (13 век), Яков Аквински (док. 13 век), Руджери Апулиезе (док. 13 век), Джакомо да Лентини (ок. 1210 – ок. 1260), Ариго Теста (13 век) и др. Най-известната нейна творба е Io m'aggio posto in core („Заявих в сърцето си“) на Джакомо да Лентини – главата на движението, но има и поезия, написана от самия крал Фридрих II. На Джакомо да Лентини се приписва и изобретяването на сонета – форма, усъвършенствана по-късно от Данте Алигиери, Петрарка и Бокачо. Цензурата, наложена от краля, означава, че нито един политически въпрос не влиза в литературния дебат. В това отношение поезията на Северна Италия, все още разделена на комуни или градове-държави с относително демократични правителства, дава нови идеи. Тези нови идеи са показани в жанра Сирвента, а по-късно и в дантевата „Комедия“, пълна с инвективи (нападателни речи) срещу съвременните политически лидери и папи.
Въпреки че конвенционалната любовна песен преобладава в двора на Фридрих II (и по-късно на Манфред), една по-спонтанна поезия съществува в Contrasto, приписвано на Чело д'Алкамо (13 век). Този спор между двама влюбени на сицилиански език не е най-древната или единствената южна поема от народен вид. Без съмнение тя принадлежи към епохата на император Фридрих II (не по-късно от 1250 г.) и е важно като доказателство, че е съществувала народна, независима от литературата поезия. Contrasto вероятно е научна преработка на изгубена народна рима и е най-близко до вид поезия, загинал или задушен от старата сицилианска литература. Неговата отличителна черта е притежаването на всички качества, противоположни на поезията на римите на Сицилианската школа, въпреки че стилът му може да издава познаване на поезията на Фридрих II и вероятно има сатирично намерение в съзнанието на анонимния поет. Той е енергичен в изразяването на чувствата. Самонадеяността, понякога смела и много груба, показва, че темата е народна. Всичко в Contrasto е самобитно.
Стиховете на Сицилианската школа са написани на първия известен стандартен италиански език. Това е разработено от тези поети под ръководството на Фридрих II и съчетава много черти, типични за сицилианския и в по-малка, но не пренебрежима степен, за апулийски диалекти и други южни диалекти, с много думи от латински и от френски произход. Стиловете ilustre, cardinale, aulico, curiale на Данте са разработени от неговото лингвистично изследване на Сицилианската школа, чиито технически характеристики са внесени от Гуитоне д'Арецо (1239/35 – 1294) в Тоскана, въпреки че той въвежда политически въпроси в своята „канцониера“. Стандартът се променя леко в Тоскана, тъй като тосканските писатели възприемат системата от пет гласни, използвана от южноиталианския език, като система от седем гласни. В резултат на това текстовете, които италианските ученици четат в своята антология, съдържат редове, които изглежда не се римуват един с друг – характеристика, известна като „сицилианска рима“, която по-късно е широко използвана от поети като Данте или Петрарка като проява на технически умения или като последна мярка.

#### Сицилианска рима
Поетите в двора на Фридрих II използват възвишен, дворцов, понякога изкуствен език, който обаче е подложен на „пречистване“ чрез използването на  латинизми и термини от провансалската лирика.  
Запазването на сицилианските текстове се извършва от тосканските преписвачи, които обаче ги „тосканизират“, като най-вече променят окончанието на римите. По този начин някои рими се запазват, но други се нарушават. Като сицилианизми са признати термините, завършващи на -u (напр. statu, usatu, quandu) или на наставките -uri или -iri (напр. amaduri, taciri). Тосканизацията на сицилианския език води до следните промени на ниво рима: -i се римува със затворено -e, -u се римува със затворено -o, и това се среща и в „Божествена комедия“ на Данте.

### Религиозна литература
През 13 век в Италия възниква религиозно движение с възхода на Доминиканския и Францисканския ордени. Най-ранните запазени проповеди на италиански език са тези на доминиканеца Йордан Пизански (ок. 1255 – 1311). Франциск от Асизи (ок. 1181 – 1226), мистик и реформатор в Католическата църква, основател на францисканците, също пише поезия. Въпреки че е образован, поезията му е под изисканата поезия от двора на Фридрих II. Според легендата Франциск продиктува химнa Laudes Creaturarum („Песен на създанията“) на 18-ата година от покаянието си, почти завладян от екстаз.  Това е първото голямо поетично произведение на Северна Италия, написано във вид стих, белязан от асонанс – поетично средство, по-разпространено в Северна Европа. Други стихотворения, приписвани преди това на Франциск, сега са общопризнати като лишени от автентичност.
Якопоне да Тоди (ок. 1230 – 1306) е поет, който представлява религиозното чувство, постигнало особен напредък в Умбрия. Якопоне е обладан от мистицизма на Свети Франциск, но също така е и сатирик, който осмива покварата и лицемерието на Църквата, олицетворена от папа Бонифаций VIII, гонител на Якопоне и на Данте. Съпругата му умира, след като трибуните на публичен турнир се срутват, и скръбта от внезапната ѝ смърт кара Якопоне да даде всичките си притежания на бедните. Якопоне се покрива с дрипи, присъединява се към Третия орден на Свети Франциск, изпитва удоволствие да му се смеят и е следван от тълпа хора, които му се подиграват и викат след него Якопоне, Якопоне. Той бълнува години наред, подлагайки се на най-тежки страдания и давайки воля на религиозното си опиянение в стиховете си. Якопоне е мистик, който от своята отшелническа килия гледа към света и специално наблюдава папството, бичувайки с думите си папа Целестин V и папа Бонифаций VIII, за което е хвърлен в затвора.
Религиозното движение в Умбрия е последвано от едно друго литературно явление – религиозната драма. През 1258 г. отшелникът Раниеро Фазани (? – 1281) напуска пещерата, в която е живял дълги години, и внезапно се появява в Перуджа. Той се представя като изпратен от Бога да разкрие мистериозни видения и да обяви на света ужасни посещения. Това е бурен период на политическа разцепление (гвелфи и гибелини), забрани и отлъчвания, издадени от папите, и репресии на императорската партия. В тази среда изказванията на Фазани стимулират формирането на Compagnie di Disciplinanti, които за покаяние се самобичуват до кръв, и пеят възхвали (laudi) в диалог в своите братства. Тези laudi, тясно свързани с литургията, са първият пример за драма на местния език на Италия. Те са написани на умбрийски диалект, в стихове от осем срички и нямат особена стойност. Тяхното развитие обаче е бързо. Още в края на 13 век се появяват Devozioni del Giovedi e Venerdi Santo („Посвещения на Четвъртъка е Светия петък“), смесващи литургия и театър. По-късно di un Monaco che andò al servizio di Dio („За монах, постъпил в служба на Бога“) се доближава до определената форма, която религиозната драма ще приеме през следващите векове.

### Първа тосканска литература
През 13 век Тоскана се намира в уникална ситуация. Тосканците говорят на диалект, който доста наподобява латинския език и впоследствие става почти изключително език на литературата, а в края на 13 век се смята за превъзхождащ другите диалекти. „Тосканският език е по-подходящ за писане или литература“, пише Антонио да Темпо от Падуа, роден около 1275 г. След падането на Хоенщауфен в битката при Беневенто през 1266 г. това е първата провинция на Италия. От 1266 г. Флоренция започва движение за политическа реформа, което води през 1282 г. до назначаването на Приори на изкуствата и създаването на Arti Minori (Търговски гилдии). По-късно това е копирано от Сиена (с Магистратурата на деветимата), Лука, Пистоя и други гвелфски градове в Тоскана с подобни популярни институции. Гилдиите взимат управлението в свои ръце и това е времето на социален и политически просперитет.
В Тоскана също съществува народна любовна поезия. Школа от подражатели на сицилианците се ръководи от Данте да Маяно, но нейната литературна оригиналност е в друга посока - тази на хумористичната и сатиричната поезия. Изцяло демократичната форма на управление създава поетичен стил, който се противопоставя силно на средновековния мистичен и рицарски стил. Благочестивото призоваване на Бога или на дама идва от клоатъра и от замъка; по улиците на градовете всичко, което е било преди, се третира с насмешка или хаплив сарказъм. Фолгорè да Сан Джиминяно (1270 – 1332) се смее, когато в своите сонети разказва на група сиенски младежи за заниманията от всеки месец от годината или когато учи група флорентински младежи на удоволствията от всеки ден от седмицата. Чене дела Китара (13 век – 1336) се смее, когато пародира сонетите на Фолгоре. Сонетите на Рустико ди Филипо (1230/40 – 1291/1300) са наполовина забавни и наполовина сатира, както и работата на Чеко Анджолиери от Сиена (ok. 1260 – 1310/13) – най-старият сатирик, когото познаваме, далечен предшественик на Рабле и Монтен.
Още един вид поезия започва в Тоскана. Гуитоне д'Арецо (1230/35 – 1294) кара изкуството да се откаже от рицарството и провансалските форми заради националните мотиви и латинските форми. Той се опитва да пише политическа поезия и въпреки че творчеството му често е неясно, той подготвя пътя за Болонската школа. Болоня е градът на науката и там се появява философската поезия. 
Гуидо Гуиницели (1235 – 1276) е поетът, следващ новата мода в изкуството. В творчеството му се променят и разширяват идеите за рицарството. Само онези, чието сърце е чисто, могат да бъдат благословени с истинската любов, независимо от класата. Той опровергава традиционното кредо на куртоазната любов, за която любовта е фина философия, която само няколко избрани рицари и принцеси могат да схванат. Любовта е сляпа за клевети, но не и за доброто сърце, когато я намери: когато успее, това е резултат от духовното, а не от физическото сродство между две души. Демократичният възглед на Гуиницели може да бъде разбран по-добре в светлината на по-голямото равенство и свобода, на които се радват градовете-държави в Централна и Северна Италия, и на възхода на средната класа, нетърпелива да се легитимира в очите на старата аристокрация, все още гледана с уважение и възхищение, но всъщност лишена от политическата си власт. Канцоните на Гуиницели съставляват библията на Долче стил нуово и по-специално "Al cor gentil" („Към благородното сърце") се смята за манифест на новото движение, което разцъфтява във Флоренция при Гуидо Кавалканти, Данте и техните последователи. Неговата поезия има някои от недостатъците на Школата на Арецо. Въпреки това тя бележи голямо развитие в историята на италианското изкуство, особено поради тясната си връзка с лирическата поезия на Данте.
През 13 век има няколко големи алегорични поеми. Една от тях е на Брунето Латини (ок. 1220 – 1294 или 1295), близък приятел на Данте. Неговото Tesoretto е кратко стихотворение в редове от седем срички, римувани в куплети, в които авторът е изгубен в пустинята и среща дама, която представлява Природата и която му дава много инструкции. Тук виждаме видение, алегория и инструкция с морален обект – три елемента, които откриваме отново в „Божествена комедия“. Франческо да Барберино (1264 – 1348), секретар на епископите, съдия и нотариус, пише две малки алегорични стихотворения, Documenti d'amore („Документи за любовта“) и Del reggimento e dei costumi delle donne („За полка и за нравите на жените“). Стихотворенията днес обикновено се изучават не като литература, а заради историческия контекст. Четвъртото алегорично произведение е Intelligenza, което понякога се приписва на Компани, но вероятно е само превод на френски стихове.
През 15 век хуманистът и печатар Алдо Мануцио 1449/1450 – 1515) публикува тосканските поети Петрарка и Данте Алигиери („Божествена комедия“), създавайки модела за това, което се превръща в стандарт за съвременния италиански език.

#### Развитие на ранната проза
Италианската проза от 13 век е толкова богата и разнообразна, колкото и поезията. Най-ранният пример датира от 1231 г. и се състои от кратки известия за вписвания и разходи от Матазала ди Спинело дей Ламбертини от Сиена. По това време няма и следа от литературна проза на италиански, но има такава на френски. По средата на века някой си Алдобрандо или Алдобрандино от Флоренция или Сиена написва книга за Беатриса Савойска, графиня на Прованс, наречена Le Régime du corps. През 1267 г. Мартино да Канале (док. 13 век) написва „История на Венеция“ на същия старофренски (лангдок). Рустикело да Пиза (док. 13 век), който е бил дълго време в двора на Едуард I от Англия, пише много рицарски романси, произлизащи от цикъла на Артур, и впоследствие пише „Пътешествията на Марко Поло“ („Милионът“), които може да са били продиктувани от самия Марко Поло. И накрая Брунето Латини (ок. 1220 – 1294 или 1295) написва своя Tesoretto („Съкровище“) на френски. Латини също написва някои произведения на италианската проза като La rettorica, адаптация от De pronatione на Цицерон, и превежда три речи от Цицерон: Pro Ligario, Pro Marcello и Pro rege Deiotaro. Друг важен писател е флорентинският съдия Боно Джамбони (пр. 1240 – ок. 1292), който превежда Historiae adversus paganos на Павел Орозий, Epitoma rei militaris на Флавий Вегеций Ренат, прави превод/адаптация на De pronatione на Цицерон, смесена с Rethorica ad Erennium, и превод/адаптация на Инокентий III с De miseria humane conditionis. Той също така пише алегоричен роман, наречен Libro de' Vizi e delle Virtudi („Книга на греховете и на добродетелите“), чиято по-ранна версия (Trattato delle virtù e dei vizi) също е запазена. Андреа да Гросето (13 век – ?) през 1268 г. превежда три договора на Албертан Брешански от латински на тоскански диалект.
След оригиналните композиции на лангьой идват преводи или адаптации на същите. Има някои морални разкази, взети от религиозни легенди, роман за Юлий Цезар, някои кратки истории за древни рицари, Кръглата маса, преводи на „Пътешествията на Марко Поло“ и на Tesoretto на Брунето Латини. В същото време се появяват преводи от латински на морални и аскетични произведения, истории и трактати по реторика и красноречие. Също така забележителна е Composizione del mondo („Композиция на света“) – научна книга от Ристоро да Арецо (док. ср. 13 век). Това произведение е обширен трактат по астрономия и география. Ристоро е внимателен наблюдател на природните явления; много от нещата, които той разказва, са резултат от негови лични разследвания и следователно неговите произведения са по-надеждни от тези на други писатели от онова време по подобни теми.
Съществува и друг кратък трактат: De regimine rectoris, от Паолино Венето (ок. 1270 – 1344) – миноритски монах от Венеция, епископ на Поцуоли, който също пише латинска хроника. Неговият трактат е в тясна връзка с този на Еджидио Колона (1242/47 – 1316), De regimine principum. Написан е на венециански.
13 век е много богат на приказки. Сборникът, наречен Cento Novelle antiche („100 древни новели“), съдържа истории, извлечени от много източници, включително азиатски, гръцки и троянски традиции, древна и средновековна история, легендите за Бретан, Прованс и Италия, Библията, местни италиански традиции и истории на животни и древна митология. Тази книга има далечна прилика с испанската колекция, известна като El Conde Lucanor. Особеността на италианската книга е, че историите са много кратки и изглеждат просто очертания, които разказвачът трябва да попълни, докато върви. Други прозаични романи са включени от Франческо да Барберино (1264 – 1348) в неговия труд Del reggimento e dei costumi delle donne, но те са от много по-малко значение.
Като цяло италианските романи от 13 век имат малко оригиналност и са слабо отражение на много богатата легендарна литература на Франция. Трябва да се обърне известно внимание на Lettere („Писма“) на Фра Гуитоне д'Арецо (1230/35 – 1294), който пише много стихотворения, а също и някои писма в проза, чиито теми са морални и религиозни. Любовта на Гуитоне към Античността и традициите на Рим и неговия език е толкова силна, че той се опитва да пише италиански в латински стил. Писмата са неясни и напълно варварски. Гуитоне взима като свой специален модел Луций Аней Сенека, Аристотел, Цицерон, Боеций и Августин Блажени. Той смята стила си за много художествен, но по-късните учени го разглеждат като екстравагантен и гротесков.

### Долче стил ново
Долче стил ново (Dolce stil novo), известен също като Стилновизъм, е важно италианско поетично течение, което се развива между 1280 и 1310 г., първо в Болоня благодарение на своя инициатор Гуидо Гуиницели (1235 – 1276), но след това се премества във Флоренция, където се развива най-много.

Стилновизмът повлиява на част от италианската поезия до Франческо Петрарка: всъщност той се превръща в ръководство за задълбочено изследване към изтънчено и „благородно“ изразяване на мислите, отделяйки езика от обичайния народен език и по този начин пренасяйки италианската литературна традиция към идеала за изискана и придворна поезия. Раждат се новите рими – стихотворение, в центъра на което вече не е само страданието на влюбения, но и празнуването на духовните дарове на любимия, независимо от отвръщането или не на любовното чувство. В сравнение с предишни тенденции, като школата на Гуитоне д'Арецо, стилновската поетика придобива по-висок качествен и интелектуален характер: редовното използване на метафори и символи, както и двойното значение на думите.
С школата на Лапо Джани (док. 13 - 14 век), Гуидо Кавалканти (ок. 1258 – 1300), Чино да Пистоя (1265 или ок. 1270 – 1336) и Данте Алигиери (1265 – 1321) лирическата поезия става изключително тосканска. Цялата новост и поетична сила на тази школа се състои, според Данте, в силата на изразяване на чувствата на душата по начина, по който любовта ги вдъхновява, по подходящ и изящен начин, подходяща форма за материята и чрез изкуство, сливащо едното с другото. Любовта е божи дар, който изкупва човека в очите на Бога, а любимата на поета е ангелът, изпратен от небето, за да покаже пътя към спасението. Този неоплатоничен подход, широко подкрепян от Долче стил ново, и въпреки че в случая на Кавалканти може да бъде разстройващ и дори разрушителен, все пак е едно метафизично преживяване, способно да издигне човека към по-висше, духовно измерение. Новият стил на Джани все още е повлиян от Сицилиано-провансалската школа.
Стиховете на Кавалканти попадат в два класа: тези, които изобразяват философа (il sottilissimo dialettico, както го нарича Лоренцо Великолепни) и тези, които са по-пряко продукт на неговата поетична природа, пропита с мистицизъм и метафизика. Към първия набор принадлежи известната поема Sulla natura d'amore („Върху природата на любовта“), която всъщност е трактат върху любовната метафизика и е анотирана по-късно по учен начин от известни неоплатонически философи от 15 век, като Марсилио Фичино и други. В други стихотворения Кавалканти е склонен да задуши поетичните образи под мъртвата тежест на философията. От друга страна в своите Ballate той се излива простодушно, но със съзнание за своето изкуство. Най-великата от тях се счита баладата, написана когато е прогонен от Флоренция с групата на Бианки през 1300 г. и намира убежище в Сардзана. 
Третият поет сред последователите на новата школа е Чино да Пистоя от рода Синибулди. Неговите любовни стихове са сладки, меки и музикални.

### Данте Алигиери
Данте Алигиери (1265 – 1321) , един от най-великите италиански поети, също показва тези лирични тенденции. През 1293 г. той пише „Нов живот“ (наречен така, за да покаже, че първата му среща с Беатриче е началото на нов живот), в която идеализира любовта. Това е сборник от стихове, към които Данте добавя разказ и обяснение. Всичко е свръхчувствено, въздушно, небесно, а истинската Беатриче е изместена от идеализирана визия за нея, губейки човешката си природа и превръщайки се в образ на божественото. Данте е главният герой на произведението и разказът претендира да бъде автобиографичен, въпреки че историческата информация за живота на Данте доказва, че това е поетическа свобода.
Няколко от текстовете на „Нов живот“ се занимават с темата за новия живот. Не всички любовни стихотворения обаче се отнасят до Беатриче - някои са философски и препращат към Convivio.

#### „Божествена комедия“
„Божествена комедия“ разказва за пътуванията на поета през трите царства на мъртвите — Ада, Чистилището и Рая, придружен от латинския поет Вергилий. Под буквалния смисъл на този велик епос се крие алегоричен смисъл. Данте, пътуващ през трите царства, символизира човечеството, насочено към двойния обект на временното и вечното щастие. Гората, в която поетът се губи, символизира греха. Планината, огрявана от слънцето, е универсалната монархия. Трите звяра са трите порока и трите сили, поставили най-големите пречки пред плановете на Данте. Завистта е Флоренция, лека, непостоянна и разделена на Черни гвелфи и Бели гвелфи. Гордостта е домът на Франция. Скъперничеството е папският двор. Вергилий представлява разума и империята. Беатриче е символът на свръхестествената помощ, която човечеството трябва да има, за да постигне върховната цел, която е Богът. 
Достойнството на поемата не е в алегорията, която все още я свързва със средновековната литература. Новото е индивидуалното изкуство на поета, класическото изкуство, прелято за първи път в романска форма. Независимо дали описва природата, анализира страстите, проклина пороците или пее химни на добродетелите, Данте се отличава с величието и деликатността на своето изкуство. Той взима материалите за своята поема от богословието, философията, историята и митологията, но най-вече от собствените си страсти, от омразата и любовта. Под перото на поета мъртвите оживяват; те отново стават мъже и говорят езика на своето време, на своите страсти. Фарината дели Уберти, Бонифаций VIII, граф Уголино, Манфред, Сордело, Хуго Капет, Св. Тома Аквински, Качагуида, св. Бенедикт и св. Петър са толкова много обективни творения; те стоят пред нас в целия живот на техните характери, техните чувства и техните навици. 
Истинският наказващ греховете и възнаграждаващ добродетелите е самият Данте. Личният интерес, който той проявява към историческото представяне на трите свята, е това, което най-много ни интересува и ни вълнува. Той преправя историята според собствените си страсти. Така „Божествена комедия“ е не само жизнена драма на съвременните мисли и чувства, но и ясно и спонтанно отражение на индивидуалните чувства на поета, от възмущението на гражданина и изгнаника до вярата на вярващия и плама на философът. „Божествена комедия“ се нарежда сред най-добрите произведения на световната литература.

### Франческо Петрарка
Два факта характеризират литературния живот на Франческо Петрарка (1304 – 1374): класическото изследване и новото човешко чувство, въведено в неговата лирика. Петрарка, който разкрива творбите на великите латински писатели, ни помага да разберем Петрарка, който обича истинска жена на име Лаура и я възхвалява приживе и след смъртта ѝ в поезии, изпълнени с елегантност. Петрарка е първият хуманист и същевременно първият модерен лирически поет. Кариерата му е дълга и бурна. Живее дълги години в Авиньон, проклинайки покварата на папския двор; обикаля почти цяла Европа. Кореспондира си с императори и папи и е смятан за най-важния писател на своето време.
Неговият Canzoniere е разделен на три части: първата съдържа поезиите, написани по време на живота на Лаура, втората е стихотворенията, написани след смъртта ѝ, третата е поемата Trionfi. Единствената тема на тази поезия е любовта; но обработката е пълна с разнообразие в концепцията, в образите и в чувствата, извлечени от най-разнообразните впечатления от природата. Лирическите стихове на Петрарка са доста различни не само от тези на провансалските трубадури и италианските поети преди него, но и от текстовете на Данте. Петрарка е психологически поет, който изследва всичките си чувства и ги предава с изкуство на изящна сладост. Лириката му вече не е трансцедентална като тази на Данте, а е изцяло в човешките граници. Втората част на Канцониери е по-страстна. Триумфи-те са по-ниски; в тях Петрарка се опитва да имитира „Божествена комедия“ на Данте, но не успява. Канцониерите включват и няколко политически поезии, за една се предполага, че е адресирана до Кола ди Риенци, и няколко сонета срещу двора на Авиньон. Те са забележителни със силата на чувствата си, а също и с това, че показват, че в сравнение с Данте Петрарка е имал чувство за по-широко италианско съзнание. Той ухажва Италия, която е различна от всичко, замислено от хората от Средновековието. В това той е предшественик на модерните времена и модерните стремежи. Петрарка няма решителна политическа идея. Той превъзнася Кола ди Риенци, призовава император Карл IV и възхвалява Висконти; всъщност неговата политика е повлияна повече от впечатления, отколкото от принципи. Преди всичко това е любовта му към Италия, която в съзнанието му е обединена отново с Рим, великият град на неговите герои Цицерон и Сципион. Някои казват, че Петрарка поставя началото на Ренесансовия хуманизъм.

### Джовани Бокачо
Джовани Бокачо (1313 – 1375) изпитва същата ентусиазирана любов към Античността и същото преклонение пред новата италианска литература като Петрарка. Той е първият, който прави латински превод на „Илиада“, а през 1375 г. и на „Одисея“. Неговото класическо обучение е показано в произведението De genealogia deorum, в което той изброява боговете според генеалогични дървета от различни автори, писали за езическите божества. Genealogia deorum е, както каза А. Х. Хеерен, енциклопедия на митологичните знания; и е предшественик на хуманистичното движение от 15 век. Бокачо е и първият историк на жените в своя De mulieribus claris и първият, който разказва историята на великите нещастници в своя De casibus virorum illustrium. Той продължава и усъвършенства предишни географски изследвания в своята интересна книга De montibus, silvis, fontibus, lacubus, fluminibus, stagnis, et paludibus, et de nominibus maris, за която използва Вибий Секвестер. От италианските му творби текстовете му не се доближават до съвършенството на тези на Петрарка. Неговата наративна поезия е по-добра. Той не изобретява октавната строфа, но е първият, който я използва в произведение с дължина и художествени качества в неговата Teseide – най-старата италианска романтична поема. Филострат разказва за любовта на  Троил и Кресида. Възможно е Бокачо да е познавал френската поема за Троянската война от Беноа дьо Сен Мор, но интересът на неговата поема се крие в анализа на страстта на любовта. Ninfale fiesolano разказва любовната история на нимфата Мезола и овчаря Африка. Amorosa Visione, поема в терцини, несъмнено дължи произхода си на „Божествена комедия“. „Ameto“ е смесица от проза и поезия и е първият италиански пасторален романс. 
Filocolo заема най-ранното място сред рицарските романи. В него има забележително изобилие в митологичната част, което накърнява романа като художествено произведение, но допринася за историята на съзнанието на Бокачо. Fiammetta е друг роман за любовта на Бокачо и Мария Аквинска, предполагаема извънбрачна дъщеря на крал Робер Анжуйски, която той винаги е наричал с името Фиамета. 
Бокачо става известен главно „Декамерон“ – сборник от сто новели, свързани от група мъже и жени, които се оттеглят във вила близо до Флоренция, за да избягат от чумната епидемия през 1348 г. Писането на новели, толкова изобилно през предходните векове, особено във Франция, сега за първи път приема художествена форма. Стилът на Бокачо клони към имитация на латински, но при него прозата първо приема формата на развито изкуство. Грубостта на старите фаблио отстъпва място на внимателната и добросъвестна работа на един ум, който има чувство за красивото, който е изучавал класическите автори и който се стреми да им подражава колкото е възможно повече. Освен това в „Декамерон“ Бокачо е очертаващ характера и наблюдател на страстите. В това се крие неговата новост. Много е писано за източниците на романите на „Декамерон“. Вероятно Бокачо е използвал както писмени, така и устни източници. Народната традиция трябва да го е снабдила с материалите за много истории, като например тази за Гризелда. 
За разлика от Петрарка, който винаги е бил недоволен, зает, уморен от живота, обезпокоен от разочарования, намираме Бокачо спокоен, ведър, доволен от себе си и от обкръжението си. Въпреки тези фундаментални различия в характерите им двамата големи автори са стари и сърдечни приятели. Но привързаността им към Данте не е еднаква. Петрарка, който казва, че го е видял веднъж в детството си, не е запазил приятен спомен за него и би било безполезно да отричаме, че ревнува славата му. „Божествена комедия“ му е изпратена от Бокачо, когато е бил стар, и Петрарка признава, че никога не я е чел. От друга страна Бокачо изпитва към Данте нещо повече от любов - той изпитва ентусиазъм. Той пише неговата биография (която някои критици осъждат за точността) и изнася публични критични лекции върху поемата в Санта Мария дел Фиоре във Флоренция.

### Други

#### Имитатори
Фацио дели Уберти (1305 или 1309 – сл. 1367) и Федерико Фреци (ср. на 14 век – 1416) са имитатори на „Божествена комедия“, но само на външната ѝ форма. Първият пише Dittamondo – дълга поема, в която авторът предполага, че е отведен от географа Солин в различни части на света и че неговият комедиен пътеводител разказва историята им. Легендите за възхода на различните италиански градове имат известно историческо значение. Фреци, епископ на родния си град Фолиньо, пише Quadriregio („Четирицарствие“) – поема за четирите царства Любов, Сатана, Пороци и Добродетели. Тази поема има много прилики с „Божествена комедия“. Фреци описва състоянието на човека, който се издига от състояние на порок до състояние на добродетел, и описва Ада, Лимбо, Чистилището и Рая. Поетът има като спътница богинята Атина Палада.
Между 1378 и 1385 г. сер Джовани (Джовани Фиорентино, док. 14 век) пише Il Pecorone – сборник от 50 новели, разказани от монахинята Сатурнина и влюбения в нея монах Антонио. В продължение а 50 дена те се срещат в салона на манастир във Форли, за да си разказват истории. Сер Джовани доста подражава на Бокачо и в 32 от новелите възпроизвежда откъси от Хрониката на Джовани Вилани. Първата новела от Ден IV съдържа основните характеристики, които характеризират един от шедьоврите на Уилям Шекспир – „Венецианският търговец“.
Франко Сакети (1332 – 1400) също пише новели, в по-голямата си част по теми, взети от флорентинската история. Сборникът  му Trecentonovelle („300 новели“) дава реалистична картина на флорентинското общество в края на 14 век. Темите почти винаги са неподходящи, но е очевидно, че Сакети е събрал тези анекдоти, за да може да направи свои собствени заключения и морални размисли, които поставя в края на всяка история. От тази гледна точка творчеството на Сакети се доближава до Monalisaliones от Средновековието. 
Трети новелист е Джовани Серкамби от Лука (1347 или 1348 – 1424), който след 1374 г. написва книгата Novelliere, подражавайки отчасти на Бокачо и повече на Сер Джовани и на Франко Сакети, за група хора, които трябва да бягат от чумата и пътуват из различни италиански градове, спирайки тук и там, разказвайки истории.
По-късни, но важни имена са тези на Мазучо Салернитано (Томазо Гуардато, ок. 14010 – 1475), който пише Novellino – сборник с 50 разказа, и Антонио Корнацано (ок. 1430 – 1483/84), чийто сборник от новели в елегични дистихове De proverbiorum origine става изключително популярен.

#### Хроники
Хрониките, за които преди се смята, че са от 13 век, сега се считат главно за фалшификати. В края на 13 век има хроника от Дино Компани (ок. 1255 – 1324), вероятно автентична.
Джовани Вилани (ок. 1276 или 1289 – 1348) е повече хроникьор, отколкото историк. Той разказва за събитията до 1347 г. Пътуванията, които е направил в Италия и Франция, и информацията, получена по този начин, означават, че неговата хроника, Historie Fiorentine, обхваща събития в цяла Европа. Той говори надълго и нашироко не само за събитията в политиката и войната, но и за заплатите на държавните служители, паричните суми, използвани за заплащане на войници и обществени празници, и много други неща, чието знание е ценно. Разказът му често е обременен с измислици и грешки, особено когато говори за неща, които са се случили преди неговото време. Негов брат е Матео Вилани (1282 – 1363), който продължава хрониката до 1363 г. Тя е продължена от Филипо Вилани (1325 – 1407).

#### Аскетици
„Божествена комедия“ е аскетична в своята концепция и в много точки от нейното изпълнение. Работата на Петрарка има подобни качества, но нито Петрарка, нито Данте могат да бъдат класифицирани сред чистите аскети на своето време. Все пак  много други писатели попадат тук. Мистицизмът на Света Катерина Сиенска (1347 – 1380) е политически. Тази необикновена жена се стреми да върне Римската църква към евангелската добродетел и остави колекция от писма, написани с висок и възвишен тон до всякакви хора, включително папи. Нейното е най-ясното религиозно изказване в Италия през 14 век. Въпреки че точни идеи за реформация не влизат в главата ѝ, нуждата от голяма морална реформа се усеща в сърцето ѝ. Тя трябва да заеме мястото си сред онези, които са подготвили пътя за религиозното движение от 16 век.
Друг сиенец – Джовани Коломбини (ок. 1300 – 1367), основател на Ордена на Йезуатите, проповядва бедност чрез предписание и пример, връщайки се към религиозната идея на Свети Франциск от Асизи. Неговите писма са сред най-забележителните в категорията на аскетическите произведения през 14 век. Бианко да Сиена (ок. 1350 – 1399) пише няколко религиозно вдъхновени стихотворения (lauda), популярни през Средновековието. 
Якопо Пасаванти (ок. 1302 – 1357) в своето „Огледало на истинското разкаяние“ (Specchio della vera penitenza) прави сложна преработка на проповедите си, произнесени през Великия пост през 1354 г. Чрез яркото разглеждане на естеството на греха и неговите последствия той цели да предостави на непрофесионалната публика практическо ръководство за покаяние. Авторът показва впечатляваща доктринална експертиза. Той също така развива 48-те примера, с които илюстрира посланието си в нещо, което всъщност е новела, като артистичността му може да бъде сравнена с тази на Джовани Бокачо в „Декамерон“.
Доменико Кавалка (ок. 1270 – 1342) от Ордена на Отците проповедници превежда от латински „Жития на Светите отци“ (Vitae patrum). Ривалта () оставя след себе си много проповеди, а известният романист Франко Сакети (ок. 1335 – ок. 1400) – много беседи. Като цяло няма съмнение, че едно от най-важните произведения на италианския дух на 14 век е религиозната литература.

#### Творби на народен език
Хумористичната поезия, до голяма степен развита през 13 век, е продължена през 14 от Биндо Боники (1260 – 1337), Ариго ди Кастручо (1304 – 1357), Чеко Нуколи (? – 14 век), Андреа Орканя (ок. 1308 – 1368), Липо Паши де Барди (13 век – пр. 1332), Адриано де Роси (ок. 1333 – 1400), Антонио Пучи (ок. 1309 – 1388) и други по-малко известни творци. Орканя е особено комичен; Боники е комичен със сатирична и морална цел. Пучи превъзхожда всички тях с разнообразието на творбите си. Той поставя в триплети хрониката на Джовани Вилани (Centiloquio) и написва много исторически поеми, наречени Serventesi, много комични поеми и не малко епично-популярни композиции на различни теми. Негова малка поема в седем песни разказва за войната между флорентинците и пизанците от 1362 до 1365 г.
Други стихотворения, извлечени от легендарен източник, славят Кралицата на Ориента (Reina d'Oriente), Аполон от Тир (Apollonio di Tiro), Хубавия Герардино (Bel Gherardino) и т. н. Тези стихотворения, предназначени за рецитиране, са предците на романтичния епос.

#### Политически творби
Много поети от 14 век създават политически творби. Внимание заслужават Фацио дели Уберти (1305 или 1309 – сл. 1367), авторът на Dittamondo, който пише Serventese до господарите и народа на Италия – поема за Рим в ожесточена инвектива (нападателна реч) срещу Карл IV, както и Франческо ди Ваноцо (ок. 1340 – сл. 1389), Стопа Бостики, нар. фрате Стопа (док. ср. 14 век) и Матео Фрескобалди (ок. 1297 – 1348). Може да се каже най-общо, че по примера на Петрарка много писатели се отдават на патриотична поезия. 
От този период датира и литературното явление, известно под името Петраркизъм. Петраркистите, или онези, които възпяват любовта, имитиращи маниера на Петрарка, се откриват още през 14 век. Но други третират същата тема с повече оригиналност, по начин който може да се нарече полународна. Такива са Ballate на сер Джовани Фиорентино (док. 14 век), Франко Сакети (1332 – 1400), Николò Солданиери (? – 1385), Гуидо Донати (неизв.) и Биндо Донати (неизв.). Ballate са стихотворения, изпети с танци, и има много песни за музика от 14 век. Вече казахме, че Антонио Пучи пише Хрониката на Вилани. Достатъчно е да се отбележи Хрониката на Арецо в терцини от Бартоломео Синигарди (? – ок. 1393) и историята, също в терцини, на пътуването на папа Александър III до Венеция, от Петър де Наталибус (ок. 1330 – пр. 1406). Освен това всяка тема, независимо дали е история, трагедия или животновъдство, се третира в стихове. Нери ди Ландочо Палярези (ок. 1350 – 1406) пише „Житие на Света Екатерина“; Якопо Градениго, нар. Белето (ср. 14 век – 1417/1420) разделя Евангелията на триплети. 

## XV век: Ренесансов хуманизъм
Ренесансовият хуманизъм се развива през XIV и началото на XV век и е отговор на предизвикателството на средновековното схоластично образование, наблягайки на практическите, допрофесионалните и научните изследвания. Схоластиката се фокусира върху подготовката на мъжете да бъдат лекари, адвокати или професионални теолози и се преподава от одобрени учебници по логика, естествена философия, медицина, право и теология. Основни центрове на Хуманизма са Флоренция и Неапол.
Вместо да обучават професионалисти на жаргон и строга практика, хуманистите се стремят да създадат граждани (включително понякога жени), способни да говорят и пишат с красноречие и яснота. По този начин те биха били способни да се ангажират по-добре в гражданския живот на своите общности и да убеждават другите към добродетелни и благоразумни действия. Това трябва да бъде постигнато чрез изучаването на studia humanitatis, известни днес като Хуманитарни науки: граматика, реторика, история, поезия и морална философия. Ранният италиански хуманизъм, който в много отношения продължава граматичните и реторичните традиции на Средновековието, не само предоставя на стария Тривиум ново и по-амбициозно име – Studia humanitatis, но също така увеличава неговия действителен обхват, съдържание и значение в учебната програма на училищата и университетите и в собствената си обширна литературна продукция. Studia hunanitatis изключват логиката, но добавят към традиционната граматика и реторика не само история, гръцки език и морална философия, но също правят поезията, някога продължение на граматиката и реториката, най-важния член на цялата група.
Ранните хуманисти, като Франческо Петрарка (1304 – 1374), Лино Колучо Салутати (1332 – 1406) и Леонардо Бруни (1370 – 1444), са големи колекционери на антични ръкописи. Мнозина работят за организираната Църква и членуват в религиозни ордени (като Петрарка), докато други са адвокати и канцлери на италиански градове, като ученикът на Петрарка, Салутати, канцлер на Флоренция (1410 – 1411), и по този начин имат достъп до работилници за копиране на книги.
В Италия хуманистичната образователна програма печели бърз прием и до средата на XV век много от членовете на висшите класи получават хуманитарно образование. Някои от най-висшите служители на Църквата са хуманисти с ресурсите да натрупат важни библиотеки. Такъв е кардинал Василий Бесарион (1403 – 1472), бивш гръцки православен, приел католицизма, който се готви за папски престол и е един от най-учените хора на своето време. През XV век има пет папи хуманисти, един от които – Еней Силвий Пиколомини (Пий II) (1404 – 1464) е плодовит автор и пише трактат за „Образованието на момчетата“.
Изота Ногарола (1418 – 1466) е ренесансова писателка и поетеса, хуманистка. По-голямата част от живота си прекарва в уединение, занимавайки се с наука. Най-известното ѝ произведение, отпечатано едва през 1563 г, е диалогът De pari aut impari Evae atque Adae peccato, чийто предмет са мъжката и женската природа, за по-голямата или по-малка отговорност на Адам и Ева за първородния грях. И двамата герои (Изота и бъдещия подест на Бреша Лодовико Фоскарини) заемат страната съответно на своя пол, а следователно и на Адам и Ева. По същество Изота се опитва да превърне крехкостта на Ева в сила. Тя представя Ева като слабо и невежо създание, оправдавайки поведението ѝ пред ласкателството на змията, докато Фоскарини твърди, че жената е по-виновна. В диалога аргументите и опроверженията са подкрепени от прибягването до Аристотел, Библията, De genesi ad litteram на Свети Августин, Moralia in Job на Свети Григорий Велики, Sententiae на Пиетро Ломбардо и произведенията на Свети Тома Аквински.